# Miltogramma maculata
Miltogramma maculata är en tvåvingeart som beskrevs av Yu. G. Verves 1982. Miltogramma maculata ingår i släktet Miltogramma och familjen köttflugor.
Artens utbredningsområde är Uzbekistan. Inga underarter finns listade i Catalogue of Life.